# Großer Preis der Niederlande 1966
Der Große Preis der Niederlande 1966 (offiziell XVI Grote Prijs van Nederland) fand am 24. Juli auf dem Circuit Zandvoort in Zandvoort statt und war das fünfte Rennen der Automobil-Weltmeisterschaft 1966.

## Berichte

### Hintergrund

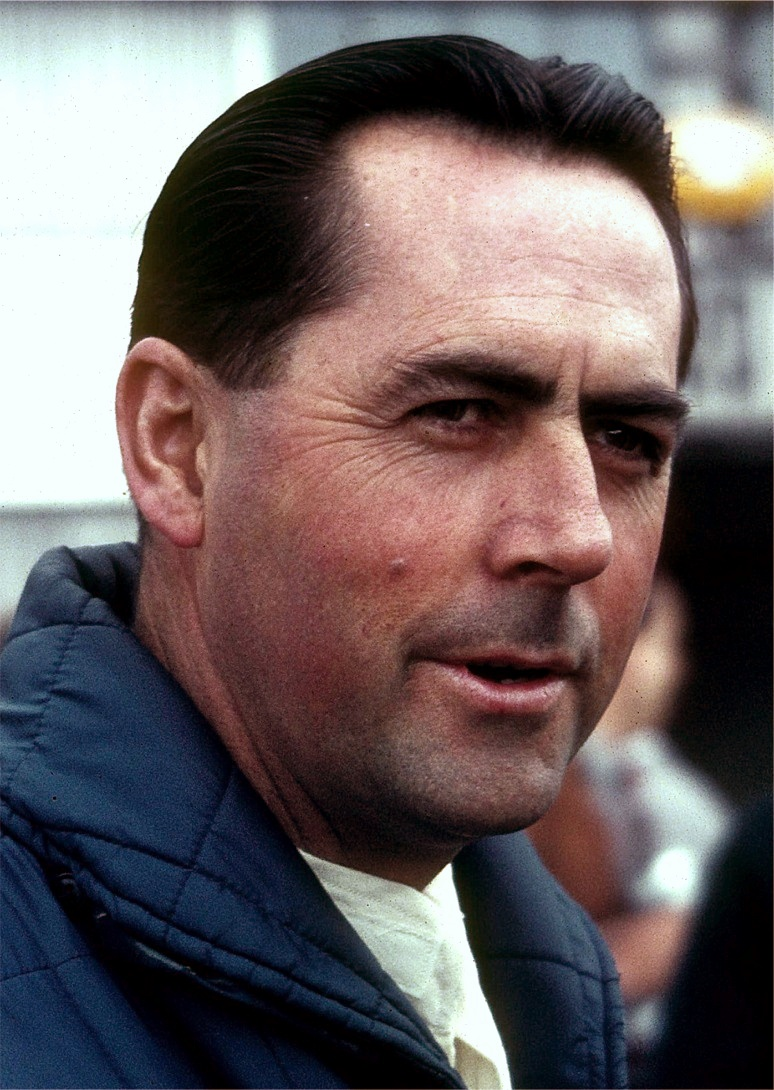
Jack Brabham gewann das dritte Rennen in Folge

Eine Woche nach dem Großen Preis von Großbritannien fand der Große Preis der Niederlande statt. Die Regel, dass zwischen zwei aufeinanderfolgenden Rennen der Automobil-Weltmeisterschaft mindestens eine Woche Abstand liegen muss, wurde in diesem Fall erfüllt, da das Rennen in Großbritannien an einem Samstag stattfand, andere europäische Rennen, wie das in Zandvoort in der Regel aber am Sonntag ausgetragen werden. Ferrari kehrte nach einer streikbedingten Pause in die Automobil-Weltmeisterschaft zurück und trat mit Lorenzo Bandini sowie Mike Parkes an. Beide Fahrer nutzten den V12-Motor in ihren Wagen, zudem gab es weitere Verbesserungen. Ferrari hatte die Hinterradaufhängung überarbeitet und verstellbare Schürzen auf der Oberseite der Windschutzscheibe angebracht. Außerdem wurden die vorderen Querlenker verstärkt und runde Abdeckungen angebracht um Getriebe, Batterie und die Benzinpumpe besser zu schützen.
Bei Team Lotus waren für Jim Clark zwei Lotus 33 gemeldet, einer mit Coventry-Climax-Aggregat, einer von B.R.M. angetrieben. Peter Arundell fuhr einen Lotus 33 mit B.R.M. Motor. Das B.R.M. Werksteam setzte für Graham Hill und Jackie Stewart zwei ältere BRM P261 ein. Die neuen BRM P83 wurden vorerst zurückgezogen um das Getriebe zu überarbeiten. Zum letzten Mal meldete Bruce McLaren seinen McLaren M2B mit Serenissima-Motor. Die weiter andauernde Unzuverlässigkeit dieses Aggregats veranlasste McLaren ab den folgenden Rennen wieder Ford-Motoren zu verwenden. Bei den Teams mit Kundenfahrzeugen gab es keine personellen Veränderungen. Joakim Bonnier verwendete den Rest der Saison einen Cooper T81 statt des Brabham BT22.
Mit Jack Brabham, Graham Hill und Clark nahmen drei ehemalige Sieger am Rennen teil. Brabham und Graham Hill gewannen zuvor jeweils einmal, Clark die letzten drei Austragungen. Bei den Konstrukteuren war Ferrari viermal siegreich, Lotus dreimal, B.R.M. zweimal und Cooper einmal. In der Fahrerwertung führte Brabham mit zehn Punkten Vorsprung vor Rindt. Hulme und Bandini lagen punktgleich auf Rang drei. In der Konstrukteurswertung lagen Ferrari und Brabham punktgleich in Führung, B.R.M. war Dritter.

### Training
Die erste Trainingssitzung begann am Freitag in den Morgenstunden und wurde von regnerischem Wetter bestimmt. Trotz der schlechten Wetterbedingungen und nasser Strecke fuhr Clark nur wenige Zehntelsekunden langsamer als der von ihm gehaltene Streckenrekord des Vorjahres. Knapp hinter ihm lag Surtees, Spence war Dritter. Im Laufe des Tages ließ der Regen nach und bei trockener Strecke dominierten die beiden Brabham-Fahrer die zweite Trainingssitzung. Hulme setzte dabei eine neue Bestzeit, die nur kurze Zeit später von Brabham unterboten wurde. Clark war der einzige Fahrer, der mit den beiden mithielt, er wurde Dritter, nachdem er die gleiche Zeit wie Hulme gefahren war. Rindt verbesserte sich unterdessen auf den vierten Platz vor Gurney. Ferrari lag mit den Zeiten im vorderen Mittelfeld.
Am Samstag fand vor der dritten Trainingssitzung Filmarbeiten statt. Phil Hill fuhr den Kamerawagen und viele Fahrer des aktuellen Feldes fuhren mit und führten dabei fingierte Zweikämpfe durch. Nachmittags startete die richtige Trainingssitzung, zu der das Filmteam nicht mehr zugelassen war. Bandini drehte sich aufgrund von Öl auf der Strecke und verletzte sich beim folgenden Unfall leicht an der Hand. Gurney verbesserte sich mit einer neuen persönlich schnellsten Runde auf den vierten Platz, an der Spitze unterbot Brabham erneut die Bestzeit. Sein Teamkollege Hulme schied mit einer gebrochenen Antriebswelle aus, die zudem seinen Motor beschädigte. Auf dem Weg zur Box verlor er viel Öl, sodass das Training unterbrochen wurde, um dieses zu beseitigen. Anschließend hatten sowohl Surtees, als auch McLaren und Rindt Motorschäden, die ihr jeweiliges Training frühzeitig beendeten.
Für McLaren bedeute dies auch den Verzicht auf die Rennteilnahme, da das Team keinen Ersatzmotor zur Verfügung hatte.
Brabham sicherte sich die zweite Pole-Position in Folge und wurde der erste Fahrer, der 1966 mehr als einmal vom ersten Startplatz ins Rennen ging. Sein Vorsprung auf Hulme betrug sechs Zehntelsekunden. Clark startete von Platz drei, er hatte die identische Rundenzeit wie Hulme gefahren. Dahinter qualifizierte sich Gurney auf Rang vier vor Parkes und Rindt. Die ersten Zehn komplettierten Hill, Stewart, Bandini und Surtees. Schnellster der Fahrer mit Kundenfahrzeugen war Joseph Siffert auf Rang elf.

### Rennen
Vor dem Rennstart fanden weitere Filmarbeiten statt, an denen alle Fahrer sich freiwillig beteiligen konnten. Da einige Wagen repariert wurden und mit einem neuen Motor versehen waren, wurde diese Möglichkeit von einem Großteil des Feldes genutzt, um die neuen Teile zu testen und weitere Abstimmungen an den Fahrzeugen vorzunehmen. Bei Hulme wurde das Getriebe beschädigt, sodass ein Loch an der Wagenseite entstand. Noch vor Rennbeginn wechselten die Mechaniker das Getriebe aus und verschlossen das Loch provisorisch. Da McLaren aufgrund eines fehlenden Ersatzmotors nicht startete, wurde für die Filmaufnahmen das Fahrzeug von Mike Spence weiß umlackiert und das Helmdesign von Spence geändert, um wie einer der Hauptcharaktere des Films auszusehen.
Unmittelbar vor dem Start sorgte Brabham in der Startaufstellung für Aufsehen, als er als alter Mann verkleidet zu seinem Wagen hinkte. Dies war eine Anspielung auf Zeitungsberichte, die ihm vorgeworfen hatten mit 40 Jahren zu alt für den Motorsport zu sein. Als Surtees die Startaufstellung erreichte, forderte er sein Team auf den linken Vorderreifen zu wechseln. Da Cooper aber keinen griffbereit hatte liehen sie sich einen vom Rob Walker Racing Team aus.
Brabham gewann den Start, dahinter wurde Hulme von Clark überholt. Clark verteidigte den zweiten Platz drei Runden lang, bevor Hulme wieder an ihm vorbeiging. Anschließend hielt Clark das Tempo der beiden führenden Brabham-Fahrer mit, Überholmanöver gelangen ihm aber keine. Nach einigen Runden wurde aus diesem Duell ein Vierkampf, als auch Hill aufschloss und Clark attackierte. In Runde zwei schied Rindt aus, als er sich verschaltete und dadurch von der Strecke abkam. Parkes lag auf Rang fünf als ihm derselbe Fehler wie Rindt passierte und er sich an derselben Stelle von der Strecke drehte. Er traf dabei den stehengebliebenen Cooper von Rindt und beschädigte seinen eigenen Wagen schwer. Damit war auch für ihn das Rennen beendet. Neuer Fünfter wurde Stewart vor Gurney und Surtees.
In Runde 17 kam Hulme an die Box, da er Schwierigkeiten mit dem Öldruck hatte. Er setzte das Rennen noch einmal fort, schied aber einige Zeit später aufgrund dieses Problems aus. Clark setzte sich unterdessen von Hill ab und verringerte den Abstand auf Brabham. In Runde 24 schlossen die beiden Fahrer auf die zu überrundeten Fahrzeuge von Spence und Siffert auf. Beim Überrunden gelang es Clark auch Brabham zu überholen und damit die Führung zu übernehmen. Brabham wurde zwei Runden lang von Spence und Siffert aufgehalten, bevor auch er die Überrunden abschloss. In dieser Zeit fuhr sich Clark einen Vorsprung auf ihn heraus. Bei den Überrundungen von Surtees und Stewart vergrößerte Clark seinen Vorsprung um einige weitere Sekunden, da Brabham dabei defensiver und vorsichtiger agierte.
Gurney überholte Stewart und lag auf Rang vier, durch eine gebrochene Ölleitung überhitzte jedoch der Motor seines Eagles und er schied ebenfalls aus. Zuvor war er an der Box gewesen und Wasser nachzufüllen. Eine Runde später stellte auch Arundell seinen Wagen mit einem technischen Defekt ab. In Runde 43 schied zudem der zweite Wagen des Cooper-Werkteams aus, Ursache war ein elektrischer Schaden. Im letzten Renndrittel brach ein Schwingungsdämpfer an Clarks Lotus und dadurch wurde auch die Wasserpumpe beschädigt. Clark reduzierte daraufhin etwas die Geschwindigkeit um den Motor nicht zu überhitzen. Er lief dabei auf Hill, Stewart und Bandini auf, die sich alle in unterschiedlichen Runden befanden. Nachdem er die drei Fahrer überrundet hatte, war Brabham bereits wieder an ihn herangekommen. In Runde 75 übernahm Brabham dann erneut die Führung, anschließend kam Clark an die Box. Nachdem seine Mechaniker Wasser nachgefüllt hatten, setzte Clark das Rennen auf Rang zwei fort, hatte aber eine Runde Rückstand auf Brabham. Da sein Motor schon Schaden durch Überhitzung genommen hatte, verlor er eine weitere Position an Hill und auch Stewart verkürzte den Rückstand auf Clark kontinuierlich. Kurz vor Rennende stoppte Clark ein weiteres Mal, um erneut Wasser nachfüllen zu lassen. Unterdessen schied Anderson mit einer gebrochenen Aufhängung aus, Siffert stellte seinen Wagen mit Motorschaden ab.
Brabham gewann das Rennen überlegen und hatte dabei das gesamte Fahrerfeld überrundet. Dies war sein dritter Sieg in Folge. Außerdem war es der zweite, sowie letzte Sieg beim Großen Preis der Niederlande, nachdem er zuletzt 1960 auf dieser Strecke siegreich war. Nach dem Rennen wurde er von einem niederländischen Reporter gefragt, ob es nicht ungewöhnlich wäre, dass er in seinem fortgeschrittenen Alter noch die Weltmeisterschaft anführen würde, worauf Brabham ihm nur die Gegenfrage stellte, wieso das denn ungewöhnlich sein sollte. Hill wurde Zweiter, Clark kam knapp vor Stewart ins Ziel auf Rang drei. Weitere Punkte erhielten Spence für Platz fünf und Bandini für Rang sechs. Außerhalb der Punkteränge wurden Bonnier, Taylor und Ligier gewertet. Die schnellste Rennrunde fuhr Hulme am Anfang vom Rennen, dies war die erste seiner Karriere. In der Fahrerwertung vergrößerte Brabham seinen Punktevorsprung auf die Konkurrenz und lag 16 Punkte vor dem neuen Zweiten Hill. Dessen Teamkollege Stewart verbesserte sich auf Platz drei. In der Konstrukteurswertung hatte Brabham einen Vorsprung von 8 Zählern auf Ferrari, drei weitere Punkte dahinter lag B.R.M. Noch hatten alle Fahrer und Konstrukteure theoretische Chancen auf die jeweiligen Titel.

## Meldeliste
| Team                        | Nr. | Fahrer          | Chassis        | Motor              | Reifen |
| --------------------------- | --- | --------------- | -------------- | ------------------ | ------ |
| Scuderia Ferrari SpA SEFAC  | 02  | Lorenzo Bandini | Ferrari 312/66 | Ferrari 3.0 V12    | F      |
| Scuderia Ferrari SpA SEFAC  | 04  | Mike Parkes     | Ferrari 312/66 | Ferrari 3.0 V12    | F      |
| Team Lotus                  | 06  | Jim Clark       | Lotus 33       | Climax 2.0 V8      | F      |
| Team Lotus                  | 08  | Jim Clark       | Lotus 33       | BRM 2.0 V8         | F      |
| Team Lotus                  | 08  | Peter Arundell  | Lotus 33       | BRM 2.0 V8         | F      |
| Anglo American Racers       | 10  | Dan Gurney      | Eagle T1G      | Climax 2.7 L4      | G      |
| Owen Racing Organisation    | 12  | Graham Hill     | BRM P261       | BRM 2.0 V8         | G      |
| Owen Racing Organisation    | 14  | Jackie Stewart  | BRM P261       | BRM 2.0 V8         | G      |
| Brabham Racing Organisation | 16  | Jack Brabham    | Brabham BT19   | Repco 3.0 V8       | G      |
| Brabham Racing Organisation | 18  | Denis Hulme     | Brabham BT20   | Repco 3.0 V8       | G      |
| Bruce McLaren Motor Racing  | 20  | Bruce McLaren   | McLaren M2B    | Serenissima 3.0 V8 | F      |
| Cooper Car Company          | 24  | John Surtees    | Cooper T81     | Maserati 3.0 V12   | D      |
| Cooper Car Company          | 26  | Jochen Rindt    | Cooper T81     | Maserati 3.0 V12   | D      |
| Rob Walker Racing Team      | 28  | Joseph Siffert  | Cooper T81     | Maserati 3.0 V12   | D      |
| Anglo Suisse Racing Team    | 30  | Joakim Bonnier  | Cooper T81     | Maserati 3.0 V12   | F      |
| Reg Parnell Racing          | 32  | Mike Spence     | Lotus 25       | BRM 2.0 V8         | F      |
| DW Racing Enterprises       | 34  | Bob Anderson    | Brabham BT11   | Climax 2.7 L4      | F      |
| Guy Ligier                  | 36  | Guy Ligier      | Cooper T81     | Maserati 3.0 V12   | D      |
| David Bridges               | 22  | John Taylor     | Brabham BT11   | BRM 2.0 V8         | G      |

Anmerkungen
1. 1 2  Beide Fahrer fuhren den Wagen mit der Nummer 8 in den Trainingssitzungen, Arundell fuhr ihn im Rennen.

## Klassifikationen

### Startaufstellung
| Pos. | Fahrer          | Konstrukteur        | Zeit       | Ø-Geschwindigkeit | Start |
| ---- | --------------- | ------------------- | ---------- | ----------------- | ----- |
| 01   | Jack Brabham    | Brabham-Repco       | 1:28,1     | 173,75 km/h       | 01    |
| 02   | Denis Hulme     | Brabham-Repco       | 1:28,7     | 172,57 km/h       | 02    |
| 03   | Jim Clark       | Lotus-Climax        | 1:28,7     | 172,57 km/h       | 03    |
| 04   | Dan Gurney      | Eagle-Climax        | 1:28,8     | 172,38 km/h       | 04    |
| 05   | Mike Parkes     | Ferrari             | 1:29,0     | 171,99 km/h       | 05    |
| 06   | Jochen Rindt    | Cooper-Maserati     | 1:29,2     | 171,61 km/h       | 06    |
| 07   | Graham Hill     | B.R.M.              | 1:29,7     | 170,65 km/h       | 07    |
| 08   | Jackie Stewart  | B.R.M.              | 1:29,8     | 170,46 km/h       | 08    |
| 09   | Lorenzo Bandini | Ferrari             | 1:30,0     | 170,08 km/h       | 09    |
| 10   | John Surtees    | Cooper-Maserati     | 1:30,6     | 168,95 km/h       | 10    |
| 11   | Joseph Siffert  | Cooper-Maserati     | 1:31,1     | 168,03 km/h       | 11    |
| 12   | Mike Spence     | Lotus-B.R.M.        | 1:31,4     | 167,47 km/h       | 12    |
| 13   | Joakim Bonnier  | Cooper-Maserati     | 1:31,7     | 166,93 km/h       | 13    |
| 14   | Bob Anderson    | Brabham-Climax      | 1:32,0     | 166,38 km/h       | 14    |
| 15   | Peter Arundell  | Lotus-B.R.M.        | 1:32,0     | 166,38 km/h       | 15    |
| 16   | Guy Ligier      | Cooper-Maserati     | 1:35,0     | 161,13 km/h       | 16    |
| 17   | John Taylor     | Brabham-B.R.M.      | 1:35,7     | 159,95 km/h       | 17    |
| 18   | Bruce McLaren   | McLaren-Serenissima | keine Zeit | –                 | –     |

### Rennen
| Pos. | Fahrer          | Konstrukteur        | Runden | Stopps | Zeit        | Start | Schnellste Runde |
| ---- | --------------- | ------------------- | ------ | ------ | ----------- | ----- | ---------------- |
| 01   | Jack Brabham    | Brabham-Repco       | 90     | 0      | 2:20:32,500 | 01    |                  |
| 02   | Graham Hill     | B.R.M.              | 89     | 0      | + 1 Runde   | 07    |                  |
| 03   | Jim Clark       | Lotus-Climax        | 88     | 2      | + 2 Runden  | 03    |                  |
| 04   | Jackie Stewart  | B.R.M.              | 88     | 0      | + 2 Runden  | 08    |                  |
| 05   | Mike Spence     | Lotus-B.R.M.        | 87     | 0      | + 3 Runden  | 12    |                  |
| 06   | Lorenzo Bandini | Ferrari             | 87     | 0      | + 3 Runden  | 09    |                  |
| 07   | Joakim Bonnier  | Cooper-Maserati     | 84     | 0      | + 6 Runden  | 13    |                  |
| 08   | John Taylor     | Brabham-B.R.M.      | 84     | 0      | + 6 Runden  | 17    |                  |
| 09   | Guy Ligier      | Cooper-Maserati     | 84     | 0      | + 6 Runden  | 16    |                  |
| –    | Joseph Siffert  | Cooper-Maserati     | 79     | 1      | DNF         | 11    |                  |
| –    | Bob Anderson    | Brabham-Climax      | 72     | 0      | DNF         | 14    |                  |
| –    | John Surtees    | Cooper-Maserati     | 43     | 0      | DNF         | 10    |                  |
| –    | Denis Hulme     | Brabham-Repco       | 36     | 1      | DNF         | 02    | 1:30,6           |
| –    | Peter Arundell  | Lotus-B.R.M.        | 27     | 0      | DNF         | 15    |                  |
| –    | Dan Gurney      | Eagle-Climax        | 26     | 1      | DNF         | 04    |                  |
| –    | Mike Parkes     | Ferrari             | 10     | 0      | DNF         | 05    |                  |
| –    | Jochen Rindt    | Cooper-Maserati     | 2      | 0      | DNF         | 06    |                  |
| DNS  | Bruce McLaren   | McLaren-Serenissima | –      | –      | –           | –     | –                |

## WM-Stände nach dem Rennen
Die ersten sechs des Rennens bekamen 9, 6, 4, 3, 2, 1 Punkte. Es zählten nur die fünf besten Ergebnisse aus neun Rennen. In der Konstrukteurswertung zählten dabei nur die Punkte des bestplatzierten Fahrers eines Teams.

### Fahrerwertung
| Pos. | Fahrer          | Konstrukteur              | Punkte |
| ---- | --------------- | ------------------------- | ------ |
| 01   | Jack Brabham    | Brabham-Repco             | 30     |
| 02   | Graham Hill     | B.R.M.                    | 14     |
| 03   | Jackie Stewart  | B.R.M.                    | 12     |
| 04   | Jochen Rindt    | Cooper-Maserati           | 11     |
| 05   | Lorenzo Bandini | Ferrari                   | 11     |
| 06   | Denis Hulme     | Brabham-Repco             | 10     |
| 07   | John Surtees    | Cooper-Maserati / Ferrari | 9      |
| 08   | Jim Clark       | Lotus-Climax              | 7      |
| 09   | Mike Parkes     | Ferrari                   | 6      |
| 10   | Bob Bondurant   | B.R.M.                    | 3      |
| 11   | Richie Ginther  | Cooper-Maserati           | 2      |
| 12   | Dan Gurney      | Eagle-Climax              | 2      |
| 13   | Mike Spence     | Lotus-B.R.M.              | 2      |

| Pos. | Fahrer          | Konstrukteur                     | Punkte |
| ---- | --------------- | -------------------------------- | ------ |
| 14   | John Taylor     | Brabham-B.R.M.                   | 1      |
| 15   | Bruce McLaren   | McLaren-Serenissima              | 1      |
| 16   | Chris Irwin     | Brabham-Climax                   | 1      |
| 17   | Joakim Bonnier  | Brabham-Climax / Cooper-Maserati | 0      |
| 18   | Chris Amon      | Cooper-Maserati                  | 0      |
| 19   | Guy Ligier      | Cooper-Maserati                  | 0      |
| 20   | Chris Lawrence  | Cooper-Ferrari                   | 0      |
| –    | Pedro Rodríguez | Lotus-Climax                     | 0      |
| –    | Joseph Siffert  | Cooper-Maserati / Brabham-B.R.M. | 0      |
| –    | Bob Anderson    | Brabham-Climax                   | 0      |
| –    | Peter Arundell  | Lotus-B.R.M.                     | 0      |
| –    | Trevor Taylor   | Shannon-Climax                   | 0      |

### Konstrukteurswertung
| Pos. | Konstrukteur    | Punkte |
| ---- | --------------- | ------ |
| 01   | Brabham-Repco   | 30     |
| 02   | Ferrari         | 22     |
| 03   | B.R.M.          | 19     |
| 04   | Cooper-Maserati | 11     |
| 05   | Lotus-Climax    | 7      |
| 06   | Eagle-Climax    | 2      |

| Pos. | Konstrukteur        | Punkte |
| ---- | ------------------- | ------ |
| 07   | Lotus-B.R.M.        | 2      |
| 08   | Brabham-B.R.M.      | 1      |
| 09   | McLaren-Serenissima | 1      |
| 10   | McLaren-Ford        | 0      |
| 11   | Brabham-Climax      | 0      |